# Mecardonia herniarioides
Mecardonia herniarioides là một loài thực vật có hoa trong họ Mã đề. Loài này được (Cham.) Pennell mô tả khoa học đầu tiên năm 1946.